# Moldova Agroindbank
Moldova Agroindbank è un gruppo bancario moldavo di origine azionario.
La banca detiene il 31,1% delle attività del settore bancario moldavo e ha una quota del 34,2% dei prestiti, al 30 settembre 2021. Offre il 25,3% dei mutui concessi nella Repubblica di Moldavia e serve oltre il 35% della popolazione del paese.

## Storia
Moldova Agroindbank ha iniziato le sue attività l'8 maggio 1991 come società per azioni rilevando asset e clienti dalla Agroprom Bank dell'era sovietica. Moldova Agroindbank è oggi la più grande banca commerciale del paese sia in termini di patrimonio totale che di capitale proprio ed è considerata un'organizzazione ben gestita e redditizia. MAIB gestisce una delle più grandi reti di filiali nazionali, comprendente 70 filiali in tutto il paese, che coprono tutti i principali centri abitati. Dal 1994, la Banca europea per la ricostruzione e lo sviluppo (BERS) e la Moldova Agroindbank collaborano strettamente nell'ambito del lavoro con le medie e piccole imprese e il microcredito. BERS ha un impegno totale nei confronti di MAIB di 149 milioni di ECU, di cui 30 milioni di ECU nel settore finanziario.